# François-Philippe Gourdin
Pour les articles homonymes, voir Gourdin (homonymie).
François-Philippe Gourdin, né le 8 novembre 1739 à Noyon et mort le 11 juillet 1825 à Bonsecours, est un érudit, homme de lettres et bibliothécaire français.

## Biographie
Fils de François Gourdin, peintre, élève de l’école de Paris, il fut l’aîné de quinze enfants. Son père, plein d’amour et d’enthousiasme pour son art, le destinait à la peinture. À l’âge de quatre ans, laissé seul dans l’atelier, il prit les pinceaux, mélangea toutes les couleurs et gâta un tableau sur le chevalet. En rentrant, le père prit la chose du bon côté et, dès l’âge de six ans, il mit un rudiment dans les mains de son fils, qui devait avoir fini sa rhétorique à douze ou treize ans, en joignant l’étude du dessin à celle des lettres.
Malgré les quelques dispositions qu’il annonçait pour le dessin et les lettres, il n’y fit pourtant aucun progrès. Ayant quitté le collège en troisième, il se livra au dessin avec ardeur et quelques succès. Sentant le besoin de l’intelligence des bons auteurs, il reprit ses études. En seconde, il fit une pièce d’environ deux cents vers sur la mort de Louis XV. En rhétorique, il abandonna absolument les vers latins et fit ensuite dix-huit mois de philosophie, qu’il commença par la physique de Descartes, qu’il écrivait sans l’étudier. Il prit, en revanche, gout à la lecture, et fit beaucoup d’extraits.
Entré chez les Bénédictins en 1760, il fit profession à l’abbaye de Saint-Georges en 1761, et ses cours de philosophie et de théologie à Saint-Wandrille, où son antipathie pour le jargon de l’école lui fit regretter les moments qu’il perdait pour la littérature.
Renvoyé à l’abbaye de Saint-Georges, en 1767, il fut nommé dépositaire, six mois après qu’il eut reçu la prêtrise. Ce fut alors qu’il mit la dernière main à ses Après-diner à la campagne, qui parurent en 1772, à la suite d’une brochure intitulée l’Homme sociable, déjà imprimée en 1767.
Nommé professeur de rhétorique au collège de Beaumont-en-Auge, en 1769, il y composa une Rhétorique française, un Recueil d’extraits des poètes allemands, imprimé en 1773, avec quelques pièces de sa façon ; de plus une traduction de l’Art poétique d’Horace avec des notes et des remarques. Après cinq ans d’enseignement, il demanda à se charger de l’Histoire de la Picardie.
En 1771, Dom Gourdin fut associé à l’Académie de Rouen. Depuis cette époque, il occupa divers postes importants à l’académie de Rouen. À cette époque, il fit paraître un ouvrage intitulé De l’action de l’orateur. Bientôt, parurent successivement jusqu’en 1791 trente-cinq pièces de vers qui, par la variété et l’importance des matières annoncent une grande étendue de connaissances. Outre ces œuvres, il composa encore un grand nombre de mémoires et de dissertations, en 1787, un traité sur la traduction, dont les professeurs du collège de Rouen se servirent longtemps pour l’enseignement de la classe de seconde. En dernier lieu, il composa son ouvrage De la prescription en matière de foi, de morale et de discipline. Quant à ses Principes sur la grammaire en général, pour servir d’introduction à l’élude des langues, et en particulier à celle de la langue latine.
Forcé de quitter son cloître par la Révolution de 1789, dom Gourdin dissimula son statut de religieux en rentrant dans l’ordre séculier, mais sans s’écarter jamais de son devoir. Fidèle à ses premiers engagements, il devait mener une vie très régulière jusqu’au moment où, le culte catholique ayant été rétabli par Napoléon, il reprit l’habit de prêtre et ses fonctions ecclésiastiques à Saint-Ouen jusqu’au moment de sa mort.
L’administration révolutionnaire du département de la Seine-Inférieure le chargea de recueillir les débris des monuments épars dans la Normandie. En 1809, la ville de Rouen le choisit pour conservateur de sa bibliothèque ; il en dressa le catalogue. À sa réinstallation, l’Académie de Rouen le nomma son secrétaire perpétuel, place dont il se démit en 1810.
Dom Gourdin était également membre des Académies royales des sciences, belles-lettres et arts de Caen, de Villefranche, de la société littéraire de Boulogne, du musée de Bordeaux, etc.

## Sources
- La Picardie : revue historique, archéologique et littéraire, t. 5, Amiens, Lenoël-Hérouart, 1859 (lire en ligne), p. 351-353.